# Вежицький ключ
Вежицький ключ (волость) — група населених пунктів у складі Кобринської губернії. На чолі стояв ключовий економ. По даних коморника Людвіка Кройца мала в 1765 році 314 волок. Жодна з них не пустувала.
- Вежки (огородники вежицькі)

## Села
- Глинянки
- Лищики
- Матяси
- Пістиньки
- Стовпи